# Aboim (Fafe)

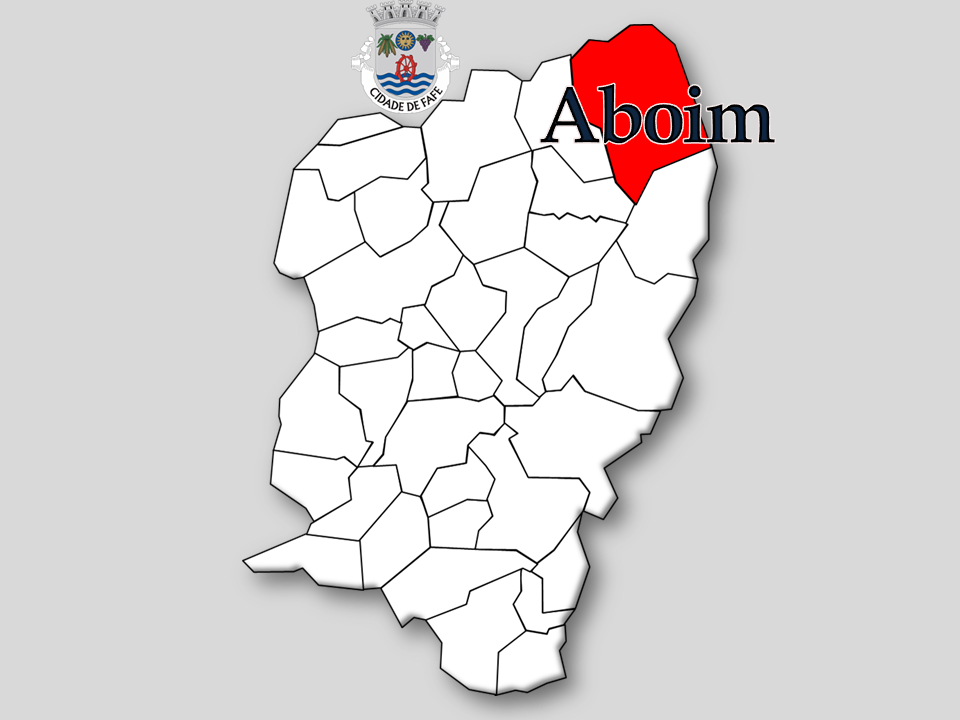
Localização da Freguesia de Aboim

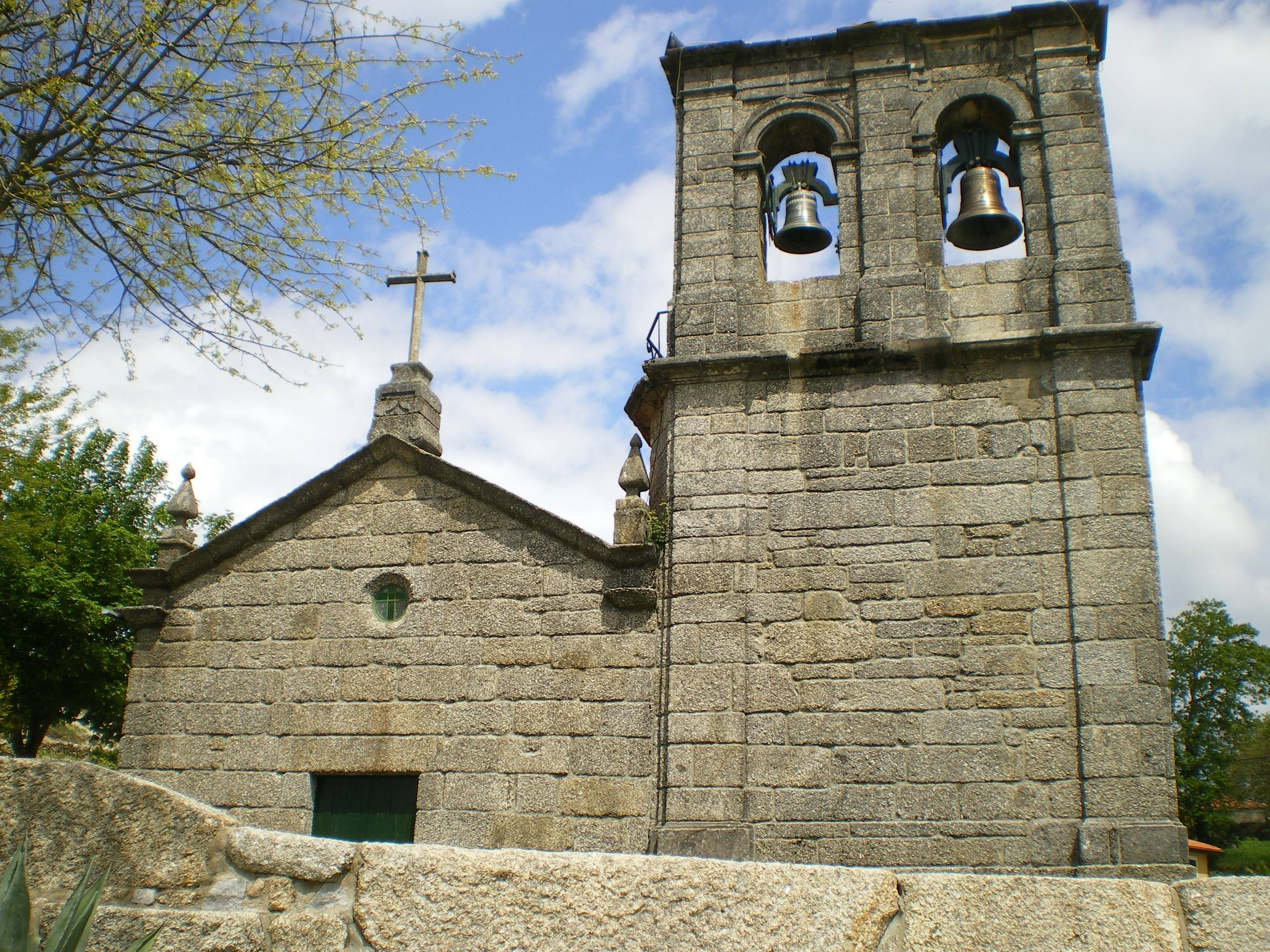
Igreja de Aboim

Aboim é uma localidade portuguesa do Município de Fafe que foi sede da extinta Freguesia de Aboim, freguesia que tinha 11,48 km² de área e 355 habitantes (2011), e, por isso, uma densidade populacional de 30,9 hab/km².
A Freguesia de Aboim foi extinta em 2013, no âmbito de uma reforma administrativa nacional, para, em conjunto com as freguesias de Felgueiras, Gontim e Pedraído formar uma nova freguesia denominada União de Freguesias de Aboim, Felgueiras, Gontim e Pedraído com a sede na Avenida da Igreja em Aboim.
Aboim pertenceu ao concelho de Cabeceiras de Basto, tendo sido incorporada no concelho (atual município) de Fafe, por decreto de 31 de Dezembro de 1853.

## População
| População da freguesia de Aboim (1864 – 2011) | População da freguesia de Aboim (1864 – 2011) | População da freguesia de Aboim (1864 – 2011) | População da freguesia de Aboim (1864 – 2011) | População da freguesia de Aboim (1864 – 2011) | População da freguesia de Aboim (1864 – 2011) | População da freguesia de Aboim (1864 – 2011) | População da freguesia de Aboim (1864 – 2011) | População da freguesia de Aboim (1864 – 2011) | População da freguesia de Aboim (1864 – 2011) | População da freguesia de Aboim (1864 – 2011) | População da freguesia de Aboim (1864 – 2011) | População da freguesia de Aboim (1864 – 2011) | População da freguesia de Aboim (1864 – 2011) | População da freguesia de Aboim (1864 – 2011) |
| --------------------------------------------- | --------------------------------------------- | --------------------------------------------- | --------------------------------------------- | --------------------------------------------- | --------------------------------------------- | --------------------------------------------- | --------------------------------------------- | --------------------------------------------- | --------------------------------------------- | --------------------------------------------- | --------------------------------------------- | --------------------------------------------- | --------------------------------------------- | --------------------------------------------- |
| 1864                                          | 1878                                          | 1890                                          | 1900                                          | 1911                                          | 1920                                          | 1930                                          | 1940                                          | 1950                                          | 1960                                          | 1970                                          | 1981                                          | 1991                                          | 2001                                          | 2011                                          |
| 653                                           | 656                                           | 600                                           | 636                                           | 664                                           | 611                                           | 683                                           | 676                                           | 749                                           | 763                                           | 639                                           | 577                                           | 508                                           | 418                                           | 355                                           |

## Património

### Moinho de Aboim

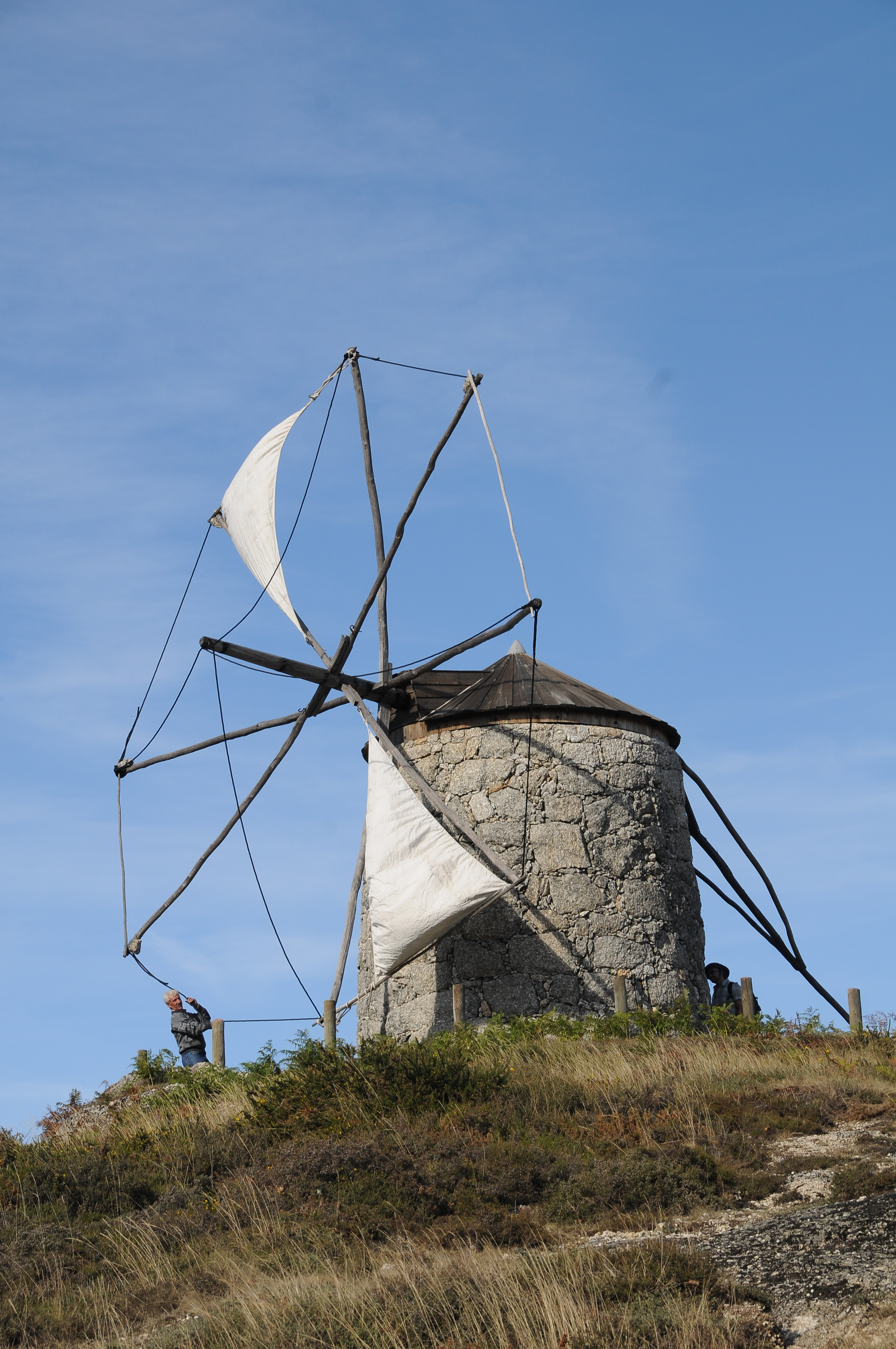

O Moinho de Aboim é o único exemplar de um moinho de vento em todo o Município de Fafe.
Foi construído nos anos vinte do século XX e abandonado em meados do mesmo século.
Foi reconstruído e inaugurado em 9 de Maio de 2008.
É um símbolo de Aboim e de Fafe pela sua beleza, atraindo visitantes de todo o país, sendo organizados vários passeios pedestres para dar a conhecer a freguesia e um pouco da sua cultura, na qual se incluí o moinho.